# إدي كاربنتر
إدي كاربنتر (بالإنجليزية: Eddie Carpenter)‏ هو لاعب هوكي جليد كندي وأمريكي، ولد في 15 يونيو 1890 في هارتفورد في الولايات المتحدة، وتوفي في 30 أبريل 1963 في وينيبيغ في كندا.

## وصلات خارجية
- إدي كاربنتر على موقع دوري الهوكي الوطني (الإنجليزية)
- إدي كاربنتر على موقع قاعة مشاهير الهوكي (لاعب أن.إتش.أل) (الإنجليزية)
- إدي كاربنتر على موقع EliteProspects.com (الإنجليزية)
- إدي كاربنتر على موقع HockeyDB.com (الإنجليزية)
- إدي كاربنتر على موقع Hockey-Reference.com (الإنجليزية)